# Enrique Cabrera Barroso
Enrique Cabrera Barroso (n. 8 de febrero de 1938 — m. 20 de diciembre de 1972) fue un líder estudiantil universitario mexicano del movimiento estudiantil del 68 en Puebla y miembro del Partido Comunista Mexicano. El 20 de diciembre de 1972 fue acribillado con arma de fuego en la puerta de su casa.

## Activismo estudiantil
Cabrera Barroso estudió ingeniería en la Universidad Autónoma de Puebla. Militó en el Partido Comunista Mexicano desde 1960 con lo que comenzó su carrera y activismo político. En 1961, formó parte de la Primera Conferencia Latinoamericana por la Soberanía Nacional, la Emancipación Económica y la Paz, en la Ciudad de México y participó como candidato a la presidencia de la Federación Estudiantil Poblana como representante de la corriente estudiantil liberal identificada con la izquierda y abiertamente simpatizante de la Revolución Cubana. Aunque no ganó fue invitado por el gobierno cubano a visitar la isla. Ese mismo año fue apresado debido a su participación en protestas estudiantiles siendo liberado hasta 1962. Participó en la formación del Movimiento de Liberación Nacional iniciado por Lázaro Cárdenas.
Se posicionó como uno de los más importantes líderes estudiantiles y político de izquierdas de su tiempo en Puebla. En 1971 fue nombrado jefe del Departamento de Extensión Universitaria y Difusión Cultural de la Universidad Autónoma de Puebla, lo que lo colocó en una importante posición dentro de la comunidad estudiantil poblana, lo que le valió amenazas públicas por parte del gobernador Gonzalo Bautista O'Farril.
El 20 de diciembre de 1972, Cabrera Barroso fue acribillado con arma de fuego por dos sujetos en la puerta de su casa al descender de un auto; su hermano Jorge y un amigo de éste, fueron testigos de la escena. Su muerte había sido precedida por el asesinato de otro importante líder estudiantil, Joel Arriaga Navarro, la madrugada del 20 al 21 de julio del mismo año. Su asesinato desencadenó grandes movilizaciones estudiantiles pugnando por el esclarecimiento de los hechos.
Su muerte ha sido declarada por algunos como crimen político, incluso como crimen de estado, el cual sigue sin esclarecerse, incluso señalando al gobernador Bautista como presunto autor intelectual.